# Różaniec krzywiczy
Różaniec krzywiczy – jeden z objawów zaawansowanej krzywicy. W przebiegu tej choroby dochodzi do zgrubienia połączeń kostno-chrzęstnych żeber, co manifestuje się jako charakterystyczny "różaniec".